# Basiliscus plumifrons
Basilic vert, Lézard Jésus-Christ
Pour les articles homonymes, voir Basilic.
Espèce
Statut de conservation UICN

 LC  : Préoccupation mineure
Basiliscus plumifrons est une espèce de sauriens de la famille des Corytophanidae. En français, il est nommé Basilic vert ou Lézard Jésus-Christ. Le nom de Lézard Jésus-Christ lui a été donné car il est capable de courir sur l'eau sur ses deux pattes arrière suffisamment rapidement pour ne pas sombrer.

## Répartition
Cette espèce se rencontre au Honduras, au Nicaragua, au Costa Rica et au Panama.

## Description

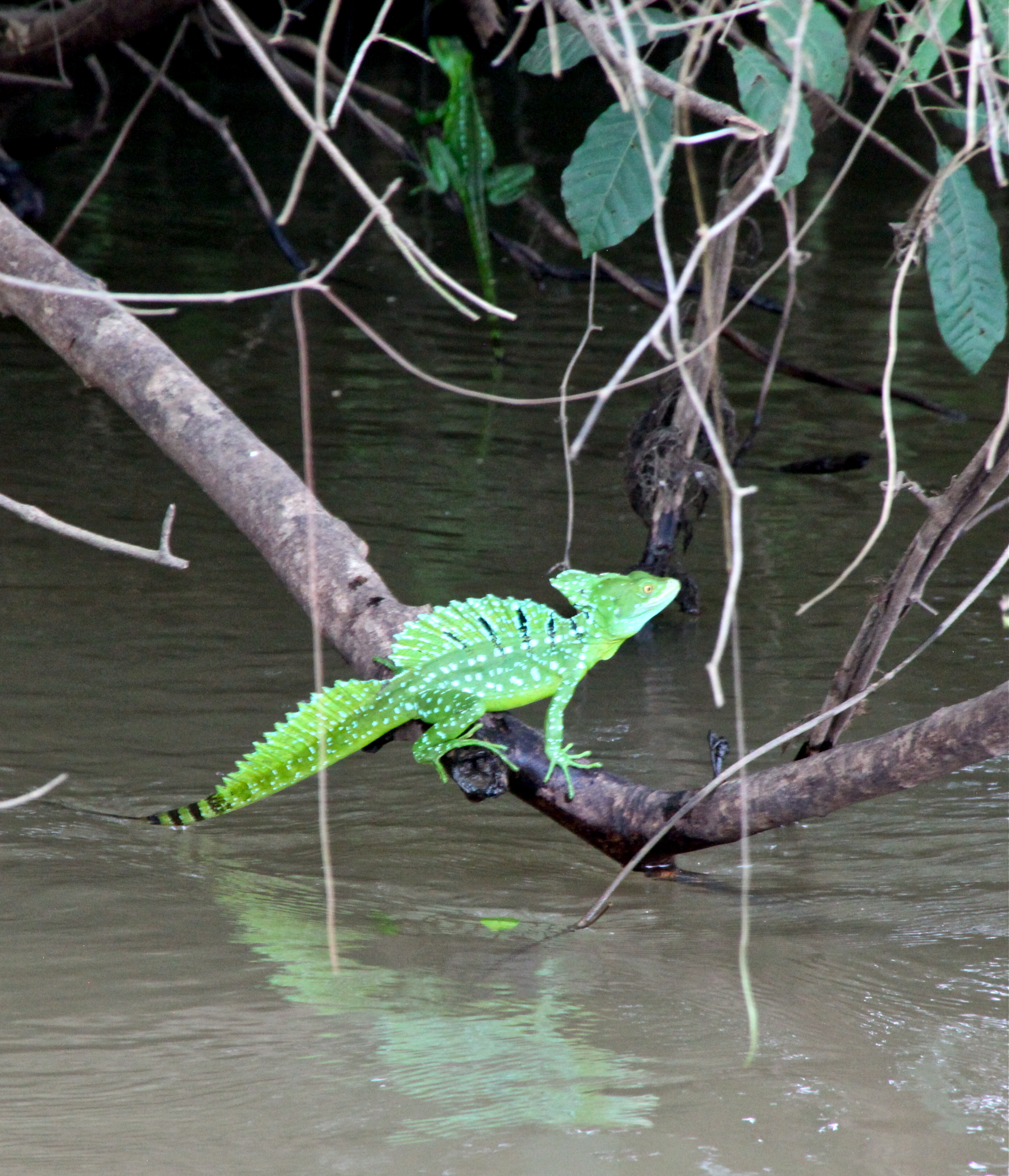
Basiliscus plumifrons dans son habitat naturel, au Costa Rica.

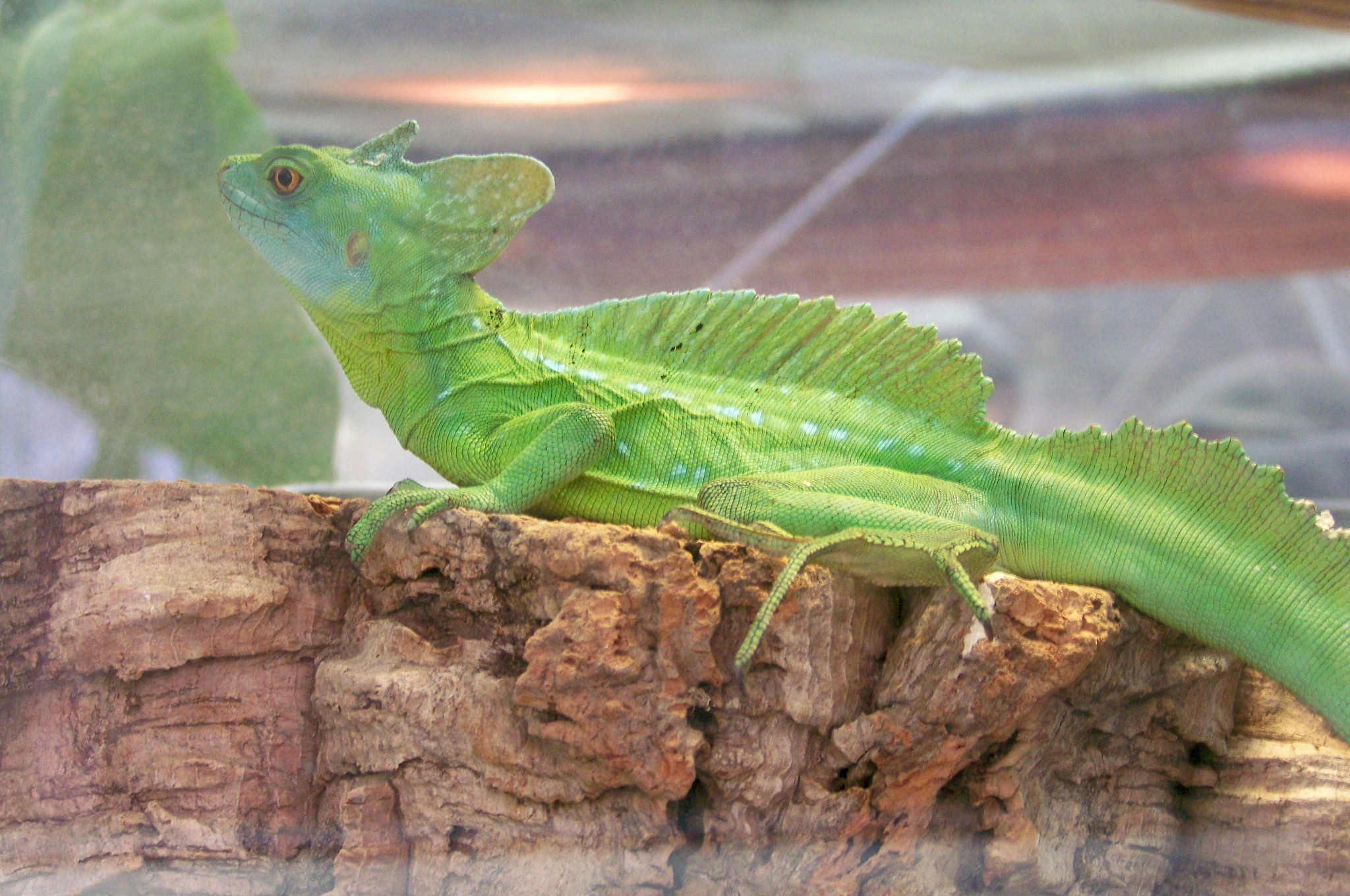
Basiliscus plumifrons.

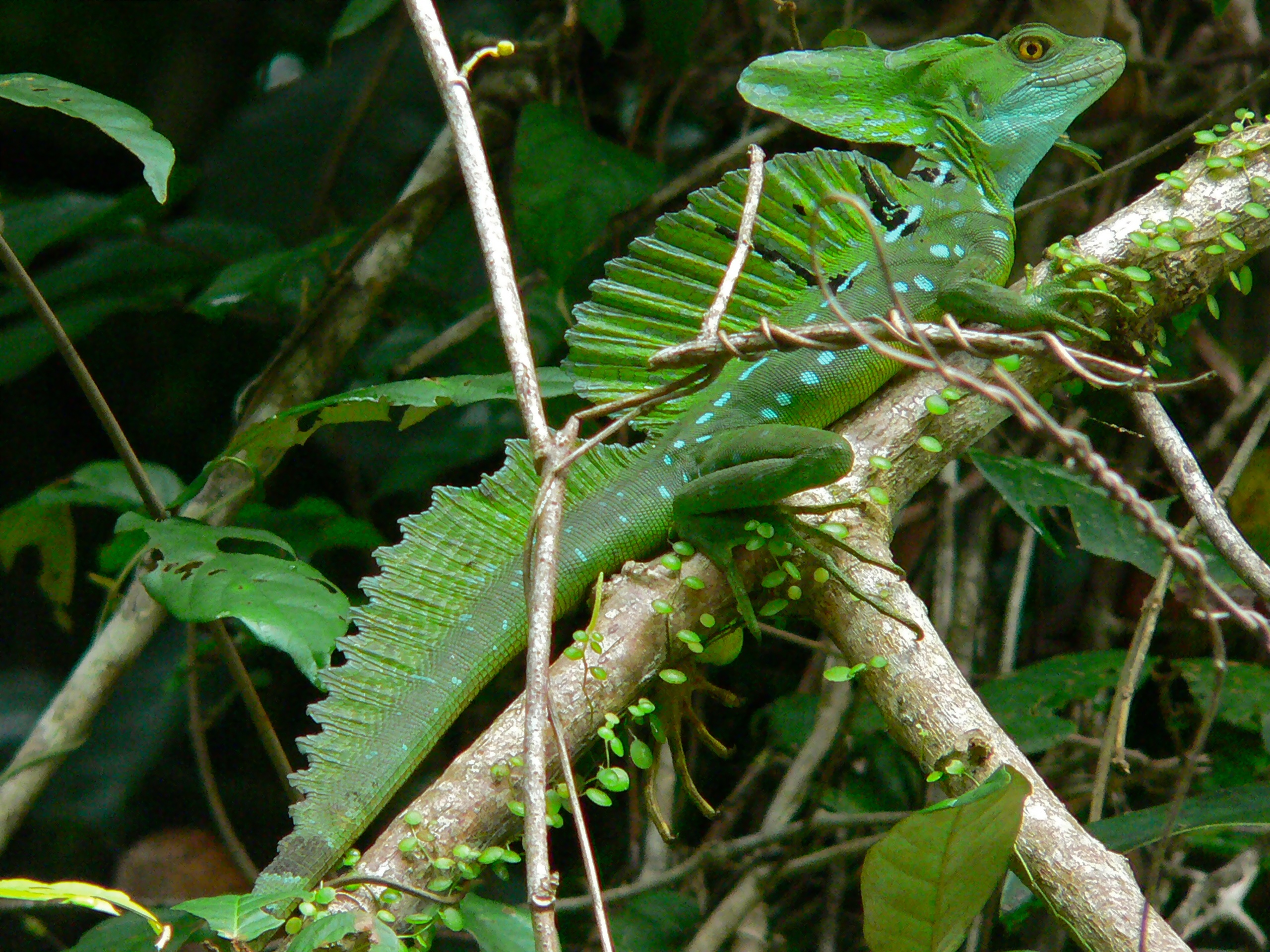
Basiliscus plumifrons dans le parc national de Tortuguero, au Costa Rica.

Le Basilic est principalement vert brillant (émeraude) avec du bleu et du blanc sur la gorge et des points plus foncés, verts et bruns sur le dos. La queue est plus foncée. Chez des jeunes, le brun et noir dominent jusqu’à l’âge de 5 mois environ. Le mâle possède une double crête sur la tête et une haute crête sur le dos. Les femelles n'ont qu'une seule crête sous forme de bosse sur la tête. La queue est particulièrement longue, occupant environ les 2/3 du corps. La taille d'un mâle adulte peut atteindre 80 cm.
Perché dans les arbres jusque dans les cimes de la forêt tropicale près de cours d'eau, il se laisse tomber dans les étangs ou les rivières lorsqu'il craint un danger.

## Particularités
Ce lézard est unique par sa faculté de courir sur l'eau pour fuir ses prédateurs, en position bipède, utilisant uniquement ses pattes arrière pour se maintenir à la surface de l'eau et pour avancer. Ce comportement concerne aussi bien les nouveau-nés que les adultes et est d'autant plus spectaculaire que la masse du lézard varie considérablement au cours de sa croissance: les nouveau-nés pèsent environ deux grammes tandis que les adultes peuvent atteindre 200 g.
C'est la combinaison de la faible masse du lézard et de la large surface de contact avec l'eau (développée par un mouvement complexe de ses pattes arrière et par le dépliement de palmes) qui permet au basilic de se soutenir à la surface de l'eau et d'avancer à une vitesse maximale de 10 km/h pendant une dizaine de mètres avant de se mettre à nager si nécessaire. Il semble également qu'il s'aide en frappant l'eau de sa queue, ce qui crée une petite vague qui aide à le porter sur l'eau.
Un être humain qui voudrait imiter l'exploit du reptile devrait atteindre une vitesse de 110 km/h et avoir des muscles quinze fois plus puissants que ceux d'un être humain normal,.

## Reproduction
Elle a lieu dès l’âge de 10 mois. Le mâle, comme de nombreux iguanes, s’approche de la femelle en hochant la tête avant l’accouplement. Quelques semaines plus tard, la femelle pond entre 5 et 11 œufs, dont la taille est de 1 cm environ. Pour ce faire, elle choisit soigneusement un endroit suffisamment humide et chaud, et creuse jusqu’à une profondeur de 20 cm, puis recouvre le trou tout en restant quelque temps près de la galerie. Les petits naissent après 60 à 66 jours, rarement l’incubation peut durer jusqu’à 70 jours lorsque la température idéale, qui se trouve entre 29 et 31 °C, n’est pas atteinte. Les parents ne se priveront pas de dévorer leur propre progéniture. Les petits sont donc dès la naissance très vifs et rapides. Ils ont une taille de 10 à 12 cm environ et mangent à partir du 3e-5e jour. Ils grandissent très vite et atteignent une taille de 30 cm au bout de 3 mois déjà.
Il s’agit d’un des rares iguanes pour lequel on a observé la parthénogénèse, c’est-à-dire une reproduction sans mâle (par division des cellules embryonnaires de la femelle).

## Alimentation
Basiliscus plumifrons est omnivore, il se nourrit aussi bien de petits mammifères et d’insectes que de fruits.

## En captivité
Le basilic vert est élevé par certains terrariophiles. Il est apprécié pour ses couleurs vives et son caractère vif.

## Publication originale
- Cope, 1876 "1875" : On the Batrachia and Reptilia of Costa Rica : With notes on the herpetology and ichthyology of Nicaragua and Peru. Journal of the Academy of Natural Sciences of Philadelphia, ser. 2, vol. 8, p. 93–154 (texte intégral).